# ترمس متقارب
الترمس المتقارب (باللاتينية: Lupinus affinis) نوع نباتي يتبع جنس الترمس من الفصيلة البقولية المعروفة بقدرتها على تثبيت النيتروجين الجوي من خلال بكتيريا المستجذرة.
موطنه المناطق الساحلية من كاليفورنيا.